# Flekkefjord
Flekkefjord este o comună din provincia Agder, Norvegia.